# Michel-Victor Acier
Pour les articles homonymes, voir Acier.
Michel-Victor Acier, né le 6 août 1736 à Versailles, et mort en 1799 à Dresde, est un sculpteur français.

## Biographie
Michel-Victor Acier est né le 6 août 1736 à Versailles.
Il fait ses études à Paris, entre à l'École de l'Académie Royale sous le patronage d'Étienne-Maurice Falconet et, en 1759, remporte le premier prix de sculpture à l'ancienne École Académique. Il réalise ses premières œuvres à Paris, dont plusieurs statues pour une église en Bourgogne.
Il est attaché comme sculpteur-modeleur à la fabrique de porcelaine de Meissen (Saxe), et devient membre de l'Académie de Dresde.
Son chef-d'œuvre représente la mort du général Schwerin.
Michel-Victor Acier meurt en 1799, à Dresde.

## Famille et descendance
Michel-Victor Acier épousa Christina Eleonora Wittig (née en 1746/1747, morte le 7 mai 1811 à Dresde), avec laquelle il eut six enfants : 
- Maria Teresia Ignatia (baptisée le 3 octobre 1768 à Dresde ; morte le 18 juin 1830). En 1784, elle épousa en premières noces le compositeur et maître de chapelle de cour Joseph Schuster (1748–1812) ; en 1813, elle épousa en secondes noces Georg August von Manteuffel (1765–1842)
- Ioannes Baptista Carolus Victor Ignatius (baptisé le 8 juin 1771 à Dresde)
- Johann Christian Victor (né le 11 octobre 1773 à Meissen)
- Maria Sophia Augusta Amalia (née le 7 août 1775 à Meissen ; décédée après 1720)
- Michael Heinrich Maximilian (né le 26 décembre 1778 à Meissen ; mort le 23 juin/5 juillet 1835 à Saint-Pétersbourg) ; plus tard connue en Russie sous le nom d'Andreï Acier,
- Maria Josepha Henrietta (baptisée le 25 juin 1781 à Dresde ; morte le 8 mai 1782 à Dresde)

Par son fils Maximilian, Michel-Victor Acier est l'arrière-grand-père du compositeur russe Piotr Ilitch Tchaïkovski.